# 3sat
3sat是一家总部位于德国美因茨的公共电视台，由德国公共广播联盟（ARD）、德国电视二台（ZDF）、奥地利广播集团（ORF）以及瑞士广播电视集团（SRG SSR）共同运营，面向德国、奥地利、瑞士等德语使用者较多的国家播出。

## 概要
3sat于1984年12月1日开播，最初由ZDF、ORF和SRG SSR共同运营，期初仅通过卫星电视播出。1990年，德国电视台（DFF，德意志民主共和国的国营电视台，两德统一后继续播出至1991年12月31日）加入，当时运营方曾考虑将电视台名称改为“4sat”，但最终作罢。1993年，ARD加入，至今3sat仍由ARD、ZDF、ORF和SRG SSR共同运营。
3sat每天24小时播出，通过卫星电视、有线电视和地面电视覆盖欧洲，可收视人口达8550万。除了本频道自制节目，3sat还会播出成员台的节目，如ARD的《tagesschau》和ZDF的《heute》。